# Castelo de Don Juan Manuel
O Castelo de Don Juan Manuel localiza-se no município de Cifuentes, província de Guadalajara, na comunidade autónoma de Castela-Mancha, na Espanha.

## História
A primitiva ocupação de seu sítio, sobre um monte que domina a povoação, remonta a uma fortificação muçulmana erguida no século XI ou XII.
O actual castelo foi erguido por determinação do infante D. Juan Manuel em 1324 sobre a antiga fortificação islâmica.

## Características
O castelo apresenta planta quadrada com quatro torres nos vértices: duas com forma prismática, uma cilíndrica, e a torre de menagem, de planta pentagonal.